# Systoechus deceptus
Systoechus deceptus är en tvåvingeart som beskrevs av Hesse 1938. Systoechus deceptus ingår i släktet Systoechus och familjen svävflugor. Inga underarter finns listade i Catalogue of Life.